# Justus van Effencomplex

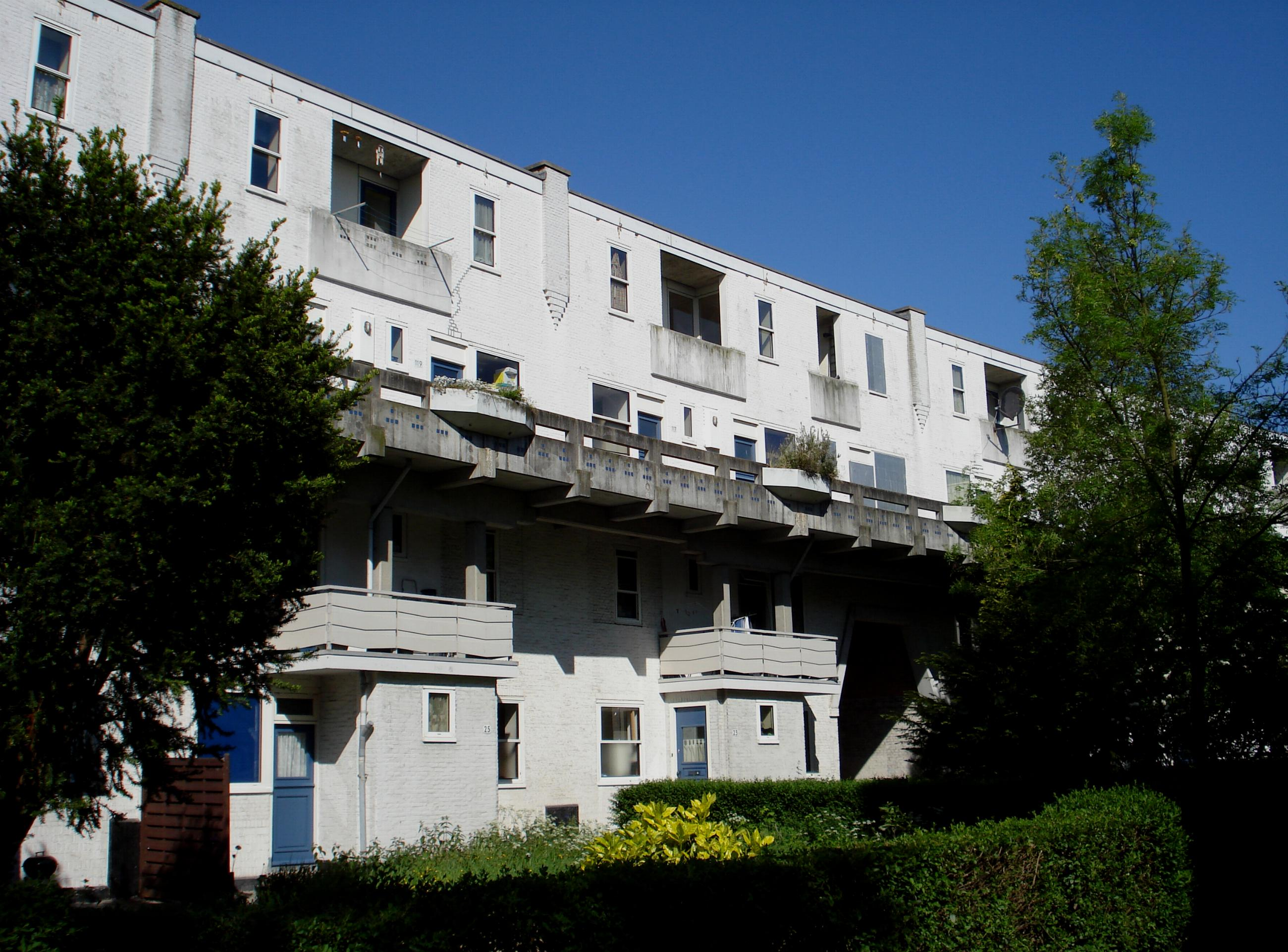
Justus van Effencomplex, gevel binnenterrein na renovatie van 1984

Het Justus van Effencomplex is een wooncomplex aan de Justus van Effenstraat in Rotterdam-Spangen. Het complex werd ontworpen door de Nederlandse architect Michiel Brinkman. Het baanbrekende woonblok met 264 woningen werd opgeleverd in 1922 en is een mijlpaal in de Nederlandse volkshuisvestingsbouw.
Vernieuwend waren de gemeenschappelijke voorzieningen, groene binnenterreinen en de revolutionaire ‘bovenstraat’: een ruim twee meter brede galerij, waaraan de voordeuren grenzen van de bovenwoningen. Zo’n verhoogde woonstraat was in Nederland nooit eerder toegepast en heeft grote invloed gehad op de architectuur. Het rijksmonument Justus van Effen ontleent hieraan zijn internationale faam.
In 1984 startte een renovatie van het rijksmonument, uitgevoerd door architectenbureau L. de Jonge in samenwerking met de Rijksdienst voor Archeologie, Cultuurlandschap en Monumenten. Hierbij werd de bakstenen gevel aan de binnenzijde van het complex wit geverfd.
Woningcorporatie Woonstad Rotterdam, de eigenaar van het complex, herstelde het wereldberoemde monument weer in zijn oude glorie. De ingrijpende restauratie en renovatie startte in 2010. Restauratiearchitecten Joris Molenaar en Arjan Hebly (Hebly Theunissen Architecten) zorgden ervoor dat het rijksmonument aangepast werd aan de eisen en wensen van deze tijd met behoud van het historische en monumentale karakter en de bijzondere aantrekkingskracht van het gebouw. Tussen mei en juli 2012 werden 154 woningen van verschillende typen opgeleverd, die voldoen aan de modernste eisen op het gebied van wooncomfort en duurzaamheid. Het binnenterrein is door ontwerper Michael van Gessel opnieuw ingericht. Op de plek, waar ooit tuinen en plantsoenen lagen, bevinden zich nu opgetilde gazons met bomen voor gemeenschappelijk gebruik. Tijdens de Open Monumentendag op 8 september 2012 was het Justus van Effencomplex – of het Justuskwartier zoals het nu genoemd wordt – voor het publiek geopend.

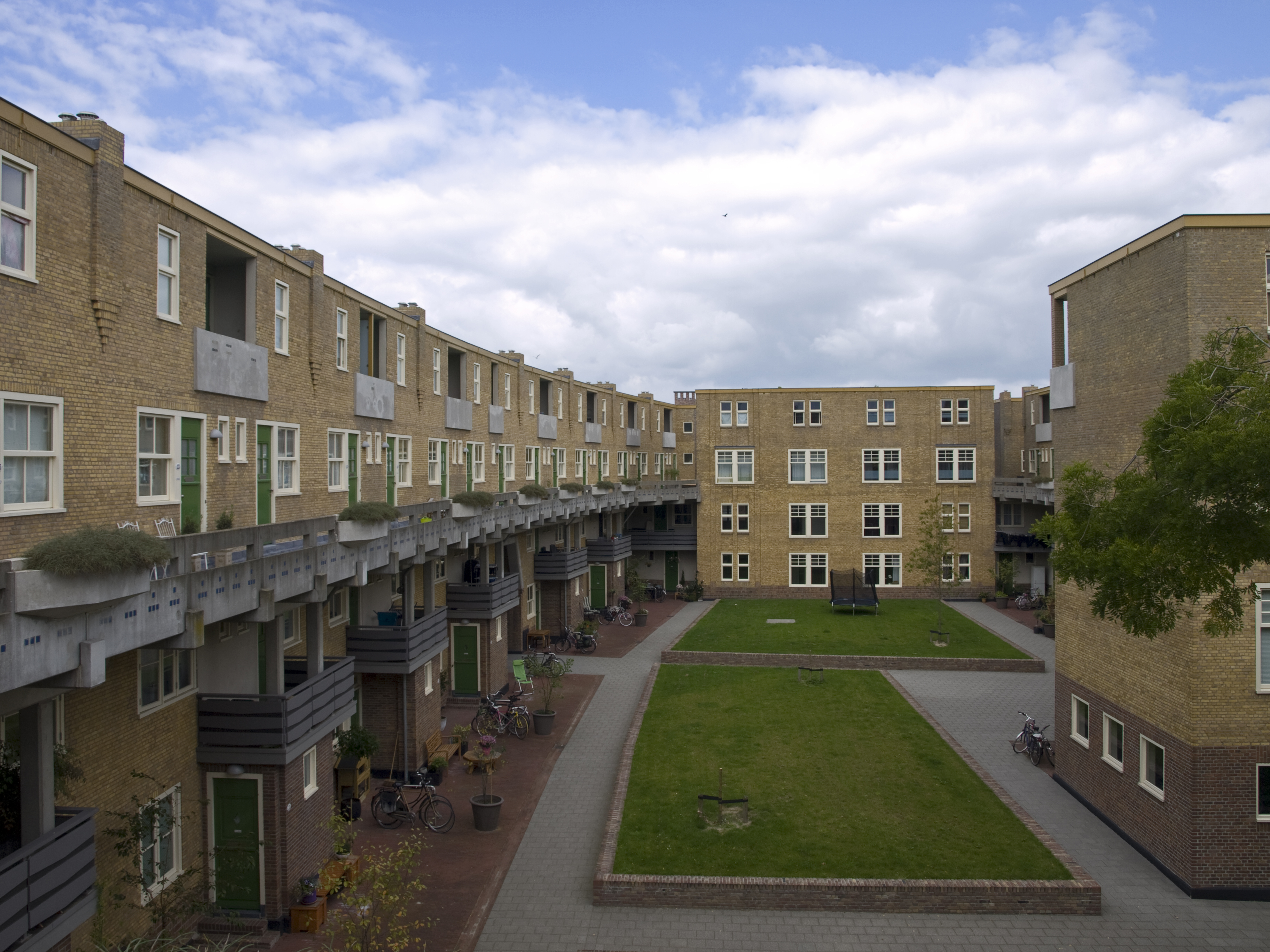
Justus van Effencomplex, gevel binnenterrein na renovatie van 2012